# Soportújar (kommunhuvudort)
Soportújar är en kommunhuvudort i Spanien.   Den ligger i provinsen Provincia de Granada och regionen Andalusien, i den södra delen av landet, 400 km söder om huvudstaden Madrid. Soportújar ligger 950 meter över havet och antalet invånare är 273.
Terrängen runt Soportújar är bergig norrut, men söderut är den kuperad. Terrängen runt Soportújar sluttar söderut. Runt Soportújar är det ganska glesbefolkat, med 35 invånare per kvadratkilometer. Närmaste större samhälle är Órgiva, 3,3 km sydväst om Soportújar. I omgivningarna runt Soportújar växer i huvudsak buskskog.